# 30 St Mary Axe
30 St Mary Axe (conocido popularmente como The Gherkin, traducido lit. como «El Pepinillo», y anteriormente como Swiss Re Building) es un rascacielos neofuturista de uso comercial ubicado en la City, el corazón financiero de Londres. Con 180 metros de altura y 40 plantas, es el cuarto edificio más alto de la City y el noveno más alto del Gran Londres y de Reino Unido. 
El edificio fue diseñado por Norman Foster, su antiguo socio Ken Shuttleworth y por ingenieros de Arup. Fue construido por la empresa sueca Skanska entre 2001 y 2003. Se inauguró oficialmente el 25 de mayo de 2004.

## Historia del sitio
El edificio se encuentra en el antiguo emplazamiento de la sede de Baltic Exchange, una compañía de intercambio y servicios en el sector naviero. Se trataba de un edificio protegido (listed building - grade II) terminado en 1903. Había sido diseñado por Smith&Wimble, según los principios de la arquitectura victoriana. El 10 de abril de 1992, un día después de la reelección de John Major como primer ministro, el IRA provisional detonó una bomba cerca del lugar, dañando el edificio de Baltic Exchange y otros edificios vecinos. La explosión mató a tres personas, hirió a otras 91 y causó enormes daños materiales.
La English Heritage (el consejo gubernamental de protección del patrimonio histórico), el gobierno de la city y la corporación de Londres insistían en que cualquier reconstrucción debía conservar la vieja fachada del edificio hacia St. Mary Axe. La empresa propietaria, incapaz de abordar la reconstrucción, vendió el solar a la compañía Trafalgar House en 1994 y se trasladó a un edificio cercano. Trafalgar House encargó a la firma de arquitectos GMW el estudio de las posibles estrategias de desarrollo del solar, respetando la edificación antigua. Estos propusieron un edificio rectangular que rodeaba la sede antigua.
Posteriormente se comprobó que los daños eran más severos de lo pensado en un principio, por lo que las autoridades desistieron de exigir una restauración completa, no obstante hubo objeciones de los conservacionistas arquitectónicos que defendían la reconstrucción.
La mayoría de las estructuras que quedaron en pie fueron desmontadas cuidadosamente; el interior del Exchange Hall y la fachada fueron preservados y sellados. Los restos del edificio ya no se encuentran protegidos, debido a que el edificio oficialmente ya no existe, por lo que los restos se han ido vendiendo a coleccionistas particulares y museos. Los vitrales, por ejemplo, han sido restaurados y se exhiben en el Museo Marítimo Nacional. Gran parte de los restos fueron trasladados en 2007 a Tallin (Estonia), donde se ha previsto la reconstrucción del edificio.

## El proceso de planeamiento

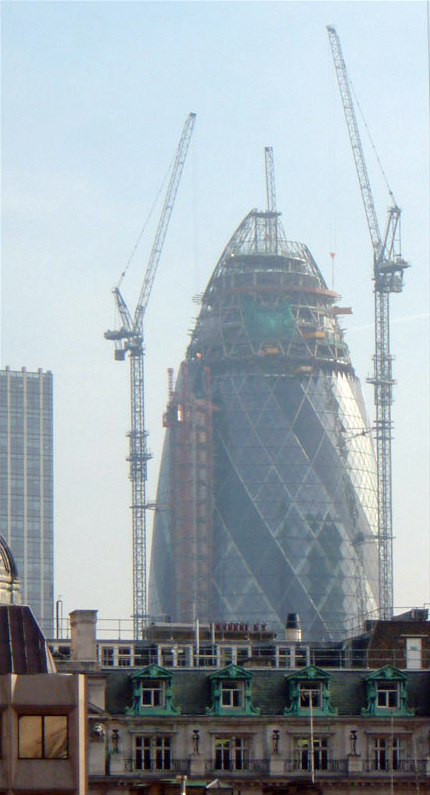
La torre en construcción.

Una vez descartada la opción de reconstruir el antiguo edificio, ya sea parcial o totalmente, se abrieron las opciones para construir otro nuevo, sin limitaciones conservacionistas. Además el solar presentaba ciertas ventajas: se situaba fuera del área central de conservación, no se encontraba en la trayectoria de las sight lines (las líneas visuales protegidas que conectan ciertos emplazamientos de los alrededores de Londres con la Catedral de San Pablo), y en las cercanías ya existían varios edificios en altura, como la Torre 42, el rascacielos del 99 Bishopsgate, o el Edificio Lloyd's.
Por otra parte, en esta misma época, la city de Londres mantenía una dura competencia con Canary Wharf por atraer empresas. El complejo de negocios Canary Wharf (condado de Tower Hamlet), creado a mediados de los años 1980, ofrecía gran cantidad de espacio para oficinas en edificios modernos, a precios más competitivos. En Canary Wharf se encuentran los 3 edificios más altos del Reino Unido. En cambio, las regulaciones en el centro de Londres eran un inconveniente para la implantación de grandes sedes corporativas. Grandes empresas abandonaron sus sedes en la city para mudarse a Canary Wharf, como los bancos Credit Suisse First Boston, Morgan Stanley o Barclays. La disputa se mantuvo con movimientos de grandes empresas en ambas direcciones.
En 1996 Trafalgar House comunicó sus planes para construir la Torre del Milenio, un gigantesco rascacielos diseñado por Norman Foster, que de haberse construido habría sido el más alto de Europa. Se trataba de un edificio de 86 plantas y 386 m de altura, con más de 150.000 m² de espacio para oficinas, con un mirador público situado a 305 m de altura. Este proyecto fue abandonado por la oposición de English Heritage y de la Civil Aviation Authority, que alegaba que una torre de tanta altura suponía un peligro para la aeronavegación. Tras aquel fracaso, el solar fue vendido a Swiss Re, que comenzó a trabajar en el proyecto de una torre de menor altura, también con Foster.
El proyecto definitivo fue aprobado en 2000 por la Corporación de Londres, con el apoyo del alcalde Ken Livingstone y de English Heritage. Dicho permiso quedaba supeditado a la aprobación por parte de la Secretaría de Estado de Medio Ambiente, Transporte y Regiones. El 23 de agosto de 2000, el vice primer ministro John Prescott, en calidad también de Secretario de Medio Ambiente, concedió la licencia para construir el nuevo edificio. Baltic Exchange se opuso a la decisión alegando que un asunto de tanta importancia histórica y medioambiental debía discutirse mediante una consulta popular.
El Swiss Re resolvió el deseo de las autoridades de mantener el estilo tradicional de Londres con sus calles relativamente estrechas. La masa de Swiss Re no era demasiado imponente. Al igual que muchos edificios en la zona, es muy difícil darse cuenta de la existencia de la torre si no se está cerca, pero no directamente debajo de ella. Este calendario de las normas y los objetivos de crear una identidad visual común para la ciudad: por ejemplo, las normas de construcción en Nueva York han tenido un enorme impacto sobre la ciudad en comparación a otros con normas más conservadoras, como Londres y París.

## El edificio
El edificio fue construido por Skanska, terminado en 2004 e inaugurado el 28 de abril de 2004.

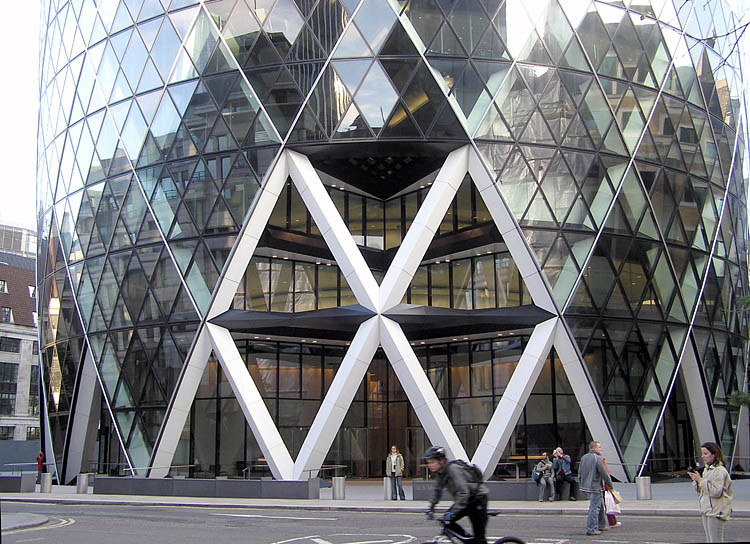
La base del edificio.

El edificio utiliza los ahorros de energía que permiten utilizar la mitad de energía que una torre similar consumiría típicamente, en gran medida merced a su estructura tipo Diagrid. Los boquetes en cada piso crean seis ejes que sirven como sistema natural de ventilación para el edificio entero aunque los requiere cortafuegos en todos los pisos sextos para interrumpir la «chimenea». Los ejes crean un efecto gigante de vidrio aislante de doble efecto; la zona es canalizada a través de dos capas de vidrio y aísla el área de las oficinas en el interior.
Los arquitectos limitaron el vidrio aislante en las casas residenciales para evitar la convección ineficaz de calor, pero Swiss Re explotó este efecto. Los ejes sacan del aire caliente del edificio durante el verano y calientan el edificio en el invierno usando la calefacción solar pasiva. Por otro lado también permiten que la luz solar pase a través del edificio, haciendo el ambiente de trabajo más agradable, y los costes de iluminación más bajos.
La mayoría de los edificios altos consiguen su estabilidad lateral por una estructura central o mástil de un perímetro, o una combinación de ambos.  Normalmente, esto significa que están diseñados para soportar vientos fuertes, pero son demasiado flexibles para garantizar la comodidad de los ocupantes. El principal método para controlar la desviación del viento y hacer que la estructura sea más estable y aumentar el peso de los activos de lastre. Con la ayuda de los ingenieros estructurales de Arup, Swiss Re, ha desarrollado una estructura de perímetro triangular del edificio que hace suficientemente rígido sin ningún tipo de refuerzos adicionales.
A pesar de su forma curvilínea, sólo hay una pieza del cristal curvado en el edificio.
En el nivel superior del edificio (piso 40), hay una bar para los arrendatarios y sus huéspedes que ofrecen una vista de 360° de Londres. Los restaurantes funciona en el piso 39, y hay salones privados donde se puede cenar en el piso 38. 
Mientras que la mayoría de los edificios tienen el voluminoso equipo del ascensor en la azotea del edificio, esto no era posible para utilizar el pepinillo desde una barra que había sido planeada para el piso 40. Los arquitectos resolvieron al llegar con el ascensor hasta el piso 34, y después se colocó una escalera de mármol y un ascensor más liviano para permitir el acceso de personas con discapacidad que conducen al visitante hasta el bar de la cúpula. 
El edificio es visible desde muy lejos: por ejemplo, desde el norte, puede ser visto desde la autopista M11 a unas 20 millas mientras que al oeste puede ser visto de la estatua de Jorge III en el gran parque de Windsor.

## Después del término
El primer propietario del edificio fue la compañía reaseguradora Swiss Re, que promovió la construcción del edificio para albergar su sede central de operaciones en el Reino Unido. Por este motivo se conoció al edificio durante algún tiempo como Torre Swiss Re.
En una operación, el edificio fue vendido en 2007 al grupo alemán IVG Immobilien, por la cantidad de 630 millones de libras. La aseguradora, sin embargo, seguirá ocupando la mitad del edificio hasta 2031. La venta se produjo poco antes del inicio de la Crisis financiera de 2008.
En 2004, el edificio fue galardonado con el premio Stirling, que otorgan el Royal Institute of British Architects y el Architects Journal.

## Origen del apodo "El pepinillo"

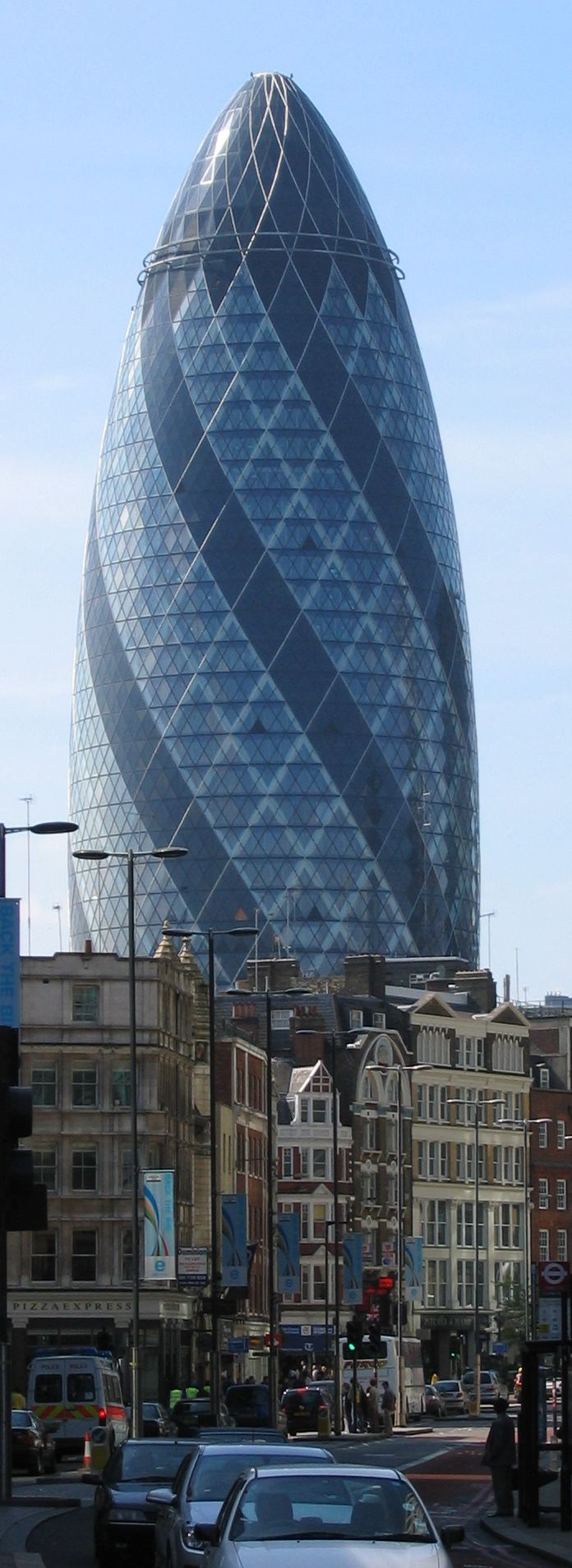
Vista desde la calle Bishopsgate, una de las avenidas principales de la City.

El nombre del pepinillo apareció por vez primera en el periódico The Guardian en 1996, refiriéndose a su perfil poco ortodoxo, y este apodo fue adoptado por otros medios y el público. Debido al aspecto algo fálico del edificio actual, también ha sido bautizado popularmente con otros nombres como "el pepinillo erótico" (erotic gherkin), la "insinuacíon imponente" (towering innuendo), y el "falo de cristal" (crystal phallus, en un juego de palabras con el histórico The Crystal Palace).